# ウラジーミル・キスリーツィン
ウラジーミル・アレクサンドロヴィッチ・キスリーツィン（ロシア語: Влади́мир Алекса́ндрович Кисли́цын、1883年1月9日 - 1944年〈康徳11年〉5月18日）は、帝政ロシアの陸軍軍人。ロシア内戦期の白軍の指揮官。満洲国に亡命し、白系露人事務局長を務めた。

## 生涯
父は海軍軍人のアレクサンドル・キスリーツィン提督の息子。
アジェッサ陸軍士官学校（オデッサ陸軍士官学校）とサンミール陸軍士官学校で教育を受けた。ロシア帝国西部国境の特別辺境部隊に配属され、日露戦争に従軍した。第一次世界大戦中は、ドラグーン第11連隊の将校を務め、1916年に大佐に昇任した。日露戦争での軍功により、聖ゲオルギオス勲章四等章（1915年）、聖スタニスラウス勲章三等章・二等章、聖ゲオルギオス武勲章名誉章、聖アンナ勲章四等章・一等章を授与された。

### 白軍
1918年、ウファの第3騎兵師団長。後にヘトマン国軍第3騎兵軍団長。1919年、エフゲニー・ミラーの北方軍中隊長。同年7月、アレクサンドル・コルチャーク提督の下、ウファ騎兵師団第2旅団長。1919年12月、ウファ騎兵第2師団長。
コルチャーク提督軍のウラルと西シベリアでの敗北後、シベリア氷上大行軍に参加した。チタ到着後、グリゴリー・セミョーノフは、トランスバイカルでの白色運動が終わるまで（1921年 - 1922年）、キスリーツィンの指揮下で第1アタマン・セミョーノフ満州分遣隊を率いた。

### 満洲への亡命
1922年11月、満洲・ハルビンに移住。歯科医となったが、警察にも勤務した。満洲では、大公キリル・ウラジーミロヴィチをロシア帝位の合法的継承者として支持する政治団体「レジティミスティ」（ロシア語ではlegitimisti、легитимисты）の代表を務めた。1928年、ウラジーミロヴィチによって大将に昇進した。1936年、キスリーツィンの回想録がナッシュ・プット出版社からハルビンで出版された。1938年から1942年まで、白系露人事務局（BREM）の局長を務めた。
1944年、ハルビンで死去し、同地に埋葬された。